# Eupithecia incommoda
Eupithecia incommoda är en fjärilsart som beskrevs av Claude Herbulot 1983. Eupithecia incommoda ingår i släktet Eupithecia och familjen mätare. Inga underarter finns listade i Catalogue of Life.